# ジェイソン・リチャード・クーバス

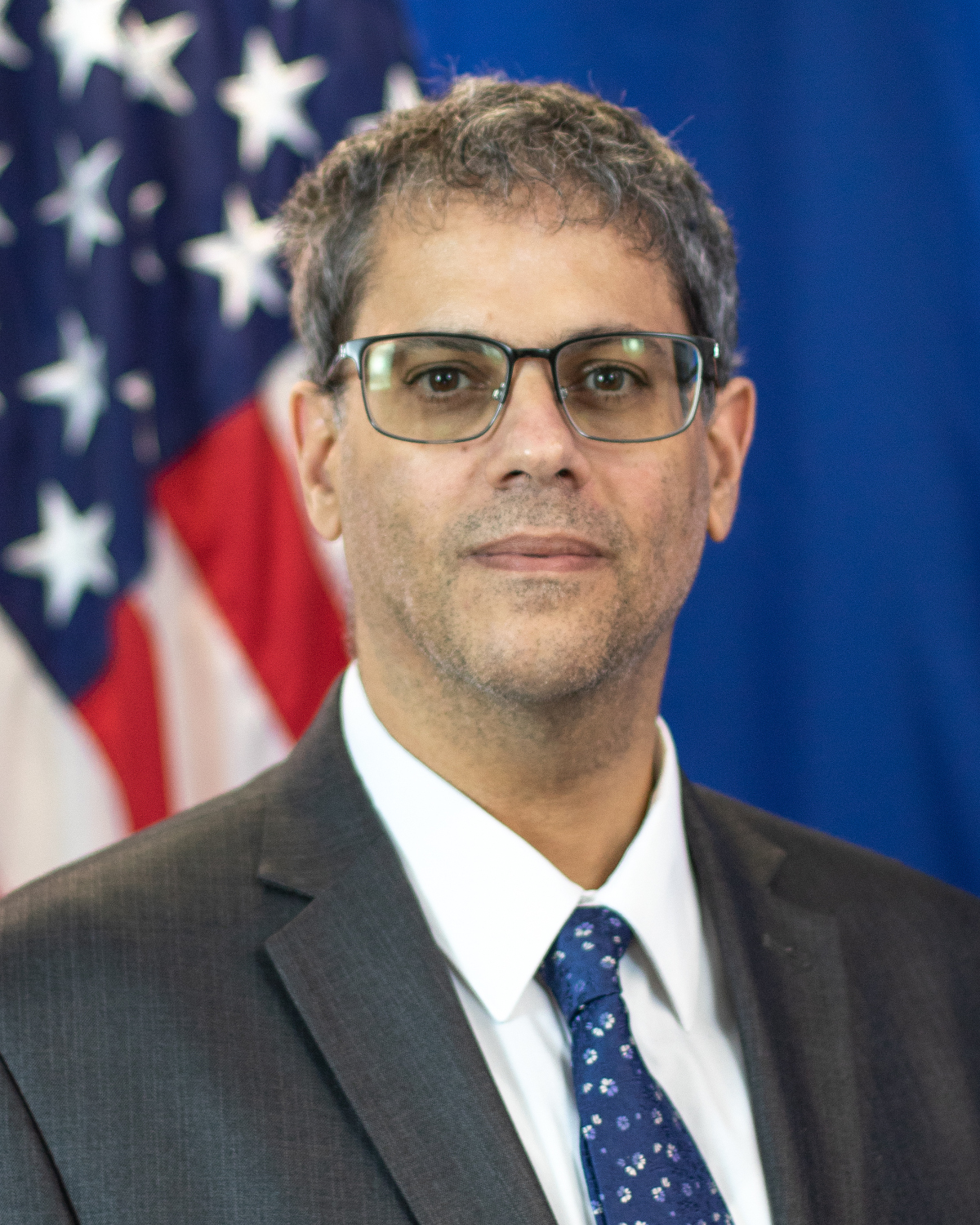
ジェイソン・リチャード・クーバス、2023年。

ジェイソン・リチャード・クーバス（英語: Jason Richard Cubas、1968年12月 - ）は、アメリカ合衆国の弁護士、外交官。元在福岡米国領事館首席領事、現駐大阪・神戸総領事（2023年～）。米国の法務博士号所持者。母国語の英語に加えて、スペイン語と日本語に堪能。

## 学歴
フロリダ国際大学で歴史学を専攻して学士号を取得。マイアミ大学大学院で中世日本史を修学。マイアミ大学法科大学院で法務博士号を取得。

## 経歴
フロリダ州マイアミで弁護士として奉職した後、1999年に国務省へ入省して外交官に転身。
大阪、ソウル、マナグアでの在外勤務やワシントンD.C.での本省勤務を経て、2008年から2010年にかけて横浜の米国国務省日本語研修所で研修を受けた。
2010年8月から2013年5月にかけて、在福岡米国領事館首席領事を務めた。
その後、在バスラ総領事館副総領事、駐日大使館総務部首席課長、国務省情報調査局副エグゼクティブディレクター、在ペルー大使館総務担当参事官などを歴任。
2023年8月、駐大阪・神戸総領事として大阪に着任し、8月12日には大阪市内で着任後初となる記者会見を行った。